# Guilhabert de Castres
Guilhabert de Castres, évêque cathare de Toulouse dès 1226 et jusqu'en 1240. Les dates de sa naissance et de sa mort sont inconnues. Il est parent, peut-être frère, du prédicateur et théologien cathare, Izarn de Castres.

## Biographie
En 1193, Guilhabert de Castres tient une maison de parfaits cathares à Fanjeaux. En 1204, il est filius major de l'évêque cathare de Toulouse, Gaucelm, et cette même année, à Fanjeaux, il console quatre grandes dames, Esclarmonde de Foix, Aude de Fanjeaux, Fays de Durfort, Raymonde de Saint-Germain.
En 1207, il participe au Colloque de Pamiers, dernier grand débat contradictoire entre catholiques et cathares avant la Croisade des Albigeois
En 1220, il s’échappe de Castelnaudary, assiégée par Amaury de Montfort, avec l'aide de Bernard-Othon de Niort. En 1229, il se réfugie chez Jourdain Hunaud de Lanta. En 1226, il devient le premier titulaire de l'évêché cathare de Razès. En 1232, il négocie au « Pas de las Portas » vers le castrum de Massabrac (actuelle commune de Bénaix) avec Raimond de Péreille, seigneur de Montségur, ad hoc ut in ipso castro posset ecclesia hereticorum habere domicilium et caput et inde possent transmittere et diffundere predicatores suos. En 1233, il installe à Montségur « le siège et la tête » de l'église cathare pour échapper à l'inquisition, nouvellement créée pour lutter contre l'hérésie.